# Hoya yapiana
Hoya yapiana är en oleanderväxtart som beskrevs av Kloppenb.. Hoya yapiana ingår i släktet Hoya och familjen oleanderväxter. Inga underarter finns listade i Catalogue of Life.